# Campanula incurva
Campanula incurva là loài thực vật có hoa trong họ Hoa chuông. Loài này được Aucher ex A.DC. mô tả khoa học đầu tiên năm 1839.